# Callidium biguttatum
Callidium biguttatum är en skalbaggsart som beskrevs av Sallé 1856. Callidium biguttatum ingår i släktet Callidium och familjen långhorningar.
Artens utbredningsområde är Haiti. Inga underarter finns listade.